# Bureja (città)
Bureja è una cittadina dell'estremo oriente russo, situata nella oblast' dell'Amur. Dipende amministrativamente dal rajon Burejskij.
Sorge nella parte meridionale della oblast', lungo il fiume omonimo; è una fermata della ferrovia Transiberiana.